# Eccellenza Emilia-Romagna 2022-2023
Il campionato italiano di calcio di Eccellenza regionale 2022-2023 è il trentaduesimo organizzato in Italia. Rappresenta il quinto livello del calcio italiano.

## Stagione
Dopo i tre gironi della stagione precedente, composti anche a causa della pandemia di COVID-19 in Italia, quest'anno si è deciso di tornare ai consueti due gironi che, però, saranno di venti squadre l'uno, per un totale di 40 squadre: le 30 delle 31 rimaste dalla scorsa stagione, perché la Copparese non si è iscritta al campionato, le 4 retrocesse dalla Serie D (Progresso, Borgo San Donnino, Sasso Marconi e Cattolica) e le 6 promosse dal campionato di Promozione (Castellana Fontana, Boretto, La Pieve Nonantola, Bentivoglio, Comacchiese e Pietracuta).

### Formula
La prima classificata di ciascun girone è promossa direttamente alla categoria superiore, mentre la seconda classificata di ciascun girone partecipa ai play-off nazionali. Le retrocessioni sono cinque per girone, per un totale di dieci squadre: le ultime tre retrocedono direttamente, mentre altre due squadre retrocedono dopo i play-out in gara unica in casa della squadra meglio classificata che si salva in caso di vittoria o pareggio dopo i tempi supplementari, da disputarsi tra la 14° e la 17° e tra la 15° e la 16° classificate, se il distacco tra le squadre interessate risulta maggiore o uguale a sette punti, retrocede direttamente la squadra peggio classificata.

## Girone A

### Squadre partecipanti
| Club                  | Città                            | Stadio                        | Stagione precedente                |
| --------------------- | -------------------------------- | ----------------------------- | ---------------------------------- |
| Agazzanese            | Agazzano (PC)                    | Stadio Felice Baldini         | 11º posto in Eccellenza/A          |
| Anzolavino            | Anzola dell'Emilia (BO)          | Stadio Comunale               | 11º posto in Eccellenza/B          |
| Arcetana              | Arceto di Scandiano (RE)         | Stadio Comunale               | 7º posto in Eccellenza/A           |
| Boretto               | Boretto (RE)                     | Stadio Alberto Saccani        | 1º posto in Promozione/B, promosso |
| Borgo San Donnino     | Fidenza (PR)                     | Stadio Dario Ballotta         | 19º posto in Serie D/D, retrocesso |
| Campagnola            | Campagnola Emilia (RE)           | Campo Comunale "E. Sabbadini" | 12º posto in Eccellenza/A          |
| Castellana Fontana    | Castel San Giovanni (PC)         | Stadio Pinetto Soressi        | 1º posto in Promozione/A, promosso |
| Castelvetro           | Castelvetro di Modena (MO)       | Stadio William Venturelli     | 8º posto in Eccellenza/B           |
| Cittadella Vis Modena | San Damaso di Modena             | Campo "Allegretti" ("A")      | 1º posto in Eccellenza/A           |
| Colorno               | Colorno (PR)                     | Stadio Comunale               | 2º posto in Eccellenza/A           |
| Fidentina             | Fidenza (PR)                     | Stadio Dario Ballotta ("A")   | 9º posto in Eccellenza/A           |
| La Pieve Nonantola    | Nonantola (MO)                   | Stadio Giacomo Vaccari        | 1º posto in Promozione/C, promosso |
| Modenese              | Modena                           | Stadio Morselli               | 10º posto in Eccellenza/A          |
| Nibbiano & Valtidone  | Nibbiano di Alta Val Tidone (PC) | Stadio Armando Molinari       | 5º posto in Eccellenza/A           |
| Piccardo Traversetolo | Traversetolo (PR)                | Stadio Sergio Tesauri         | 3º posto in Eccellenza/A           |
| Real Formigine        | Formigine (MO)                   | Stadio Franco Pincelli        | 4º posto in Eccellenza/A 2         |
| Rolo                  | Rolo (RE)                        | Campo Comunale ("B")          | 6º posto in Eccellenza/A           |
| Sasso Marconi         | Sasso Marconi (BO)               | Stadio Giacomo Carbonchi      | 17º posto in Serie D/D, retrocesso |
| Vignolese 1907        | Vignola (MO)                     | Stadio Caduti di Superga      | 7º posto in Eccellenza/B           |
| Virtus Castelfranco   | Castelfranco Emilia (MO)         | Stadio Fausto Ferrarini       | 6º posto in Eccellenza/B           |

### Classifica finale
|  | Pos. | Squadra               | Pt | G  | V  | N  | P  | GF | GS | DR  |
|  | ---- | --------------------- | -- | -- | -- | -- | -- | -- | -- | --- |
|  | 1.   | Borgo San Donnino     | 84 | 38 | 26 | 6  | 6  | 81 | 45 | +36 |
|  | 2.   | Agazzanese            | 79 | 38 | 23 | 10 | 5  | 73 | 45 | +28 |
|  | 3.   | Cittadella Vis Modena | 74 | 38 | 21 | 11 | 6  | 73 | 36 | +37 |
|  | 4.   | Virtus Castelfranco   | 73 | 38 | 22 | 7  | 9  | 65 | 38 | +27 |
|  | 5.   | Colorno               | 67 | 38 | 20 | 7  | 11 | 76 | 55 | +21 |
|  | 6.   | Real Formigine        | 62 | 38 | 16 | 14 | 8  | 60 | 51 | +9  |
|  | 7.   | Castelvetro           | 57 | 38 | 15 | 12 | 11 | 51 | 41 | +10 |
|  | 8.   | Rolo                  | 52 | 38 | 15 | 7  | 16 | 47 | 44 | +3  |
|  | 9.   | Piccardo Traversetolo | 51 | 38 | 15 | 6  | 17 | 44 | 51 | -7  |
|  | 10.  | Fidentina             | 50 | 38 | 12 | 14 | 12 | 57 | 47 | +10 |
|  | 11.  | Nibbiano & Valtidone  | 49 | 38 | 13 | 10 | 15 | 62 | 53 | +9  |
|  | 12.  | Sasso Marconi         | 49 | 38 | 12 | 13 | 13 | 47 | 50 | -3  |
|  | 13.  | Vignolese             | 47 | 38 | 12 | 11 | 15 | 48 | 61 | -13 |
|  | 14.  | La Pieve Nonantola    | 46 | 38 | 12 | 10 | 16 | 43 | 50 | -7  |
|  | 15.  | Modenese              | 42 | 38 | 11 | 9  | 18 | 48 | 66 | -18 |
|  | 16.  | Boretto               | 40 | 38 | 11 | 7  | 20 | 52 | 77 | -25 |
|  | 17.  | Arcetana              | 38 | 38 | 9  | 11 | 18 | 42 | 55 | -13 |
|  | 18.  | Castellana Fontana    | 37 | 38 | 10 | 7  | 21 | 31 | 58 | -27 |
|  | 19.  | Campagnola            | 25 | 38 | 7  | 4  | 27 | 32 | 70 | -38 |
|  | 20.  | Anzolavino            | 23 | 38 | 3  | 14 | 21 | 27 | 66 | -39 |

Legenda:
       Promosso in Serie D 2023-2024.
       ammesso agli spareggi nazionali.
 ammesso ai play-out.
       Retrocesso in Promozione 2023-2024.
Regolamento:
Tre punti a vittoria, uno a pareggio, zero a sconfitta.
In caso di arrivo di due o più squadre a pari punti, la graduatoria verrà stilata secondo la classifica avulsa tra le squadre interessate che prevede, in ordine, i seguenti criteri:
- Punti negli scontri diretti.
- Differenza reti negli scontri diretti.
- Differenza reti generale.
- Reti realizzate in generale.
- Sorteggio.

### Risultati

#### Tabellone
|                       | Aga  | Anz  | Arc  | Bor  | BsD  | Cam  | CaF  | Cas  | Cit  | Col  | Fid  | PNo  | Mod  | Nib  | Pic  | RFo  | Rol  | SMa  | Vig  | VCa  |
| --------------------- | ---- | ---- | ---- | ---- | ---- | ---- | ---- | ---- | ---- | ---- | ---- | ---- | ---- | ---- | ---- | ---- | ---- | ---- | ---- | ---- |
| Agazzanese            | –––– | 1-1  | 2-2  | 3-2  | 0-1  | 2-0  | 2-0  | 1-0  | 0-2  | 3-1  | 2-0  | 0-0  | 1-0  | 2-1  | 3-1  | 2-2  | 1-0  | 2-1  | 2-0  | 3-5  |
| Anzolavino            | 2-3  | –––– | 1-1  | 1-1  | 0-1  | 0-1  | 0-1  | 2-2  | 0-0  | 0-5  | 0-3  | 0-0  | 2-3  | 0-0  | 0-3  | 1-2  | 2-1  | 2-1  | 2-1  | 1-1  |
| Arcetana              | 1-7  | 4-2  | –––– | 2-1  | 0-0  | 4-0  | 2-1  | 0-1  | 0-1  | 1-4  | 0-0  | 1-1  | 1-0  | 1-1  | 0-1  | 3-0  | 0-1  | 0-2  | 1-2  | 1-2  |
| Boretto               | 0-2  | 3-1  | 1-0  | –––– | 1-4  | 2-0  | 1-0  | 3-4  | 1-3  | 1-0  | 1-1  | 3-3  | 1-3  | 3-2  | 1-2  | 1-3  | 2-1  | 3-3  | 1-2  | 3-2  |
| Borgo San Donnino     | 3-3  | 1-0  | 2-2  | 2-1  | –––– | 2-1  | 5-0  | 2-0  | 5-2  | 1-2  | 1-0  | 4-1  | 4-3  | 5-3  | 2-0  | 1-0  | 2-0  | 3-0  | 4-3  | 0-2  |
| Campagnola            | 0-1  | 3-1  | 1-1  | 2-0  | 2-3  | –––– | 0-1  | 0-3  | 0-2  | 0-3  | 0-4  | 1-2  | 1-1  | 2-3  | 0-1  | 2-4  | 0-1  | 1-1  | 1-2  | 0-1  |
| Castellana Fontana    | 1-2  | 0-0  | 1-4  | 2-2  | 0-2  | 2-0  | –––– | 1-0  | 0-1  | 0-1  | 2-1  | 2-0  | 0-0  | 0-3  | 2-4  | 4-0  | 0-3  | 1-1  | 2-1  | 1-0  |
| Castelvetro           | 2-3  | 1-1  | 2-1  | 2-0  | 1-1  | 3-0  | 3-1  | –––– | 1-1  | 1-0  | 1-2  | 0-0  | 2-2  | 1-1  | 1-3  | 0-1  | 1-1  | 2-1  | 1-0  | 0-1  |
| Cittadella Vis Modena | 3-3  | 4-1  | 2-1  | 4-1  | 1-1  | 1-0  | 4-0  | 1-0  | –––– | 2-0  | 0-2  | 1-2  | 6-0  | 2-0  | 1-1  | 2-2  | 2-0  | 1-1  | 4-0  | 1-2  |
| Colorno               | 4-2  | 2-1  | 3-0  | 7-1  | 2-0  | 1-0  | 2-1  | 2-1  | 3-0  | –––– | 1-1  | 2-1  | 3-4  | 1-1  | 1-1  | 1-1  | 2-4  | 3-3  | 3-3  | 1-0  |
| Fidentina             | 2-3  | 1-1  | 1-1  | 4-0  | 0-1  | 2-3  | 2-2  | 0-0  | 1-1  | 4-2  | –––– | 4-3  | 2-1  | 2-1  | 3-0  | 2-2  | 2-0  | 1-1  | 1-3  | 1-0  |
| La Pieve Nonantola    | 1-2  | 0-0  | 3-1  | 2-3  | 2-1  | 0-2  | 1-0  | 1-2  | 1-0  | 2-3  | 1-1  | –––– | 3-0  | 1-1  | 1-0  | 0-0  | 0-3  | 0-1  | 1-0  | 2-3  |
| Modenese              | 2-2  | 3-0  | 2-1  | 1-0  | 3-7  | 1-2  | 0-0  | 2-3  | 0-6  | 1-2  | 1-1  | 0-1  | –––– | 2-2  | 3-1  | 0-1  | 1-0  | 1-2  | 1-1  | 1-0  |
| Nibbiano & Valtidone  | 1-2  | 1-0  | 1-2  | 1-3  | 4-1  | 1-0  | 2-0  | 2-3  | 1-1  | 1-2  | 0-0  | 3-2  | 3-1  | –––– | 3-0  | 1-1  | 3-0  | 2-3  | 1-2  | 3-1  |
| Piccardo Traversetolo | 0-1  | 2-0  | 2-2  | 1-0  | 0-1  | 0-2  | 0-1  | 1-3  | 2-4  | 3-1  | 2-1  | 0-0  | 1-0  | 1-0  | –––– | 0-2  | 1-0  | 3-1  | 2-1  | 0-2  |
| Real Formigine        | 1-1  | 5-0  | 0-1  | 3-1  | 0-0  | 2-1  | 2-0  | 1-1  | 1-2  | 2-1  | 2-1  | 3-1  | 2-1  | 2-2  | 2-1  | –––– | 2-1  | 1-1  | 1-1  | 0-1  |
| Rolo                  | 0-2  | 2-0  | 2-0  | 0-0  | 1-2  | 2-1  | 1-0  | 0-0  | 1-1  | 3-4  | 2-1  | 0-1  | 1-0  | 2-1  | 2-1  | 3-3  | –––– | 1-1  | 4-0  | 0-0  |
| Sasso Marconi         | 0-0  | 1-0  | 1-0  | 1-2  | 1-2  | 2-2  | 4-1  | 1-0  | 1-2  | 0-0  | 2-0  | 1-0  | 0-2  | 0-1  | 1-0  | 3-3  | 1-3  | –––– | 0-0  | 2-3  |
| Vignolese             | 1-1  | 1-1  | 0-0  | 2-1  | 2-1  | 1-0  | 1-1  | 0-2  | 1-1  | 2-0  | 2-2  | 0-2  | 1-2  | 1-5  | 2-2  | 3-0  | 2-1  | 0-1  | –––– | 2-5  |
| Virtus Castelfranco   | 2-1  | 1-1  | 1-0  | 1-1  | 2-3  | 7-1  | 1-0  | 1-1  | 0-1  | 3-1  | 2-1  | 2-1  | 0-0  | 1-0  | 1-1  | 4-1  | 2-0  | 2-0  | 1-2  | –––– |

#### Play-out
|          | Risultato   |         | Luogo, data e ora                 |
| -------- | ----------- | ------- | --------------------------------- |
| Modenese | 0 - 0 (dts) | Boretto | Modena, 14 maggio 2023, ore 16:30 |

## Girone B

### Squadre partecipanti
| Club                  | Città                                | Stadio                                | Stagione precedente                |
| --------------------- | ------------------------------------ | ------------------------------------- | ---------------------------------- |
| Bentivoglio           | Bentivoglio (BO)                     | Campo Comunale                        | 1º posto in Promozione/D, promosso |
| Castenaso             | Castenaso (BO)                       | Stadio Guerrino Negrini               | 2º posto in Eccellenza/B           |
| Cattolica             | Cattolica (RN)                       | Stadio Giorgio Calbi                  | 17º posto in Serie D/C, retrocessa |
| Classe                | Classe di Ravenna                    | Campo Comunale                        | 8º posto in Eccellenza/C           |
| Comacchiese           | Comacchio (FE)                       | Stadio Raibosola                      | 1º posto in Eccellenza/E, promosso |
| Del Duca Grama        | Castiglione di Ravenna               | Stadio Massimo Sbrighi                | 6º posto in Eccellenza/C           |
| Diegaro               | Diegaro di Cesena (FC)               | Canapino Arena                        | 9º posto in Eccellenza/C           |
| Futball Cava Ronco    | Forlì                                | Antistadio Tullo Morgagni             | 5º posto in Eccellenza/C           |
| Granamica             | Granarolo dell'Emilia (BO)           | Stadio Luciano Bonarelli              | 3º posto in Eccellenza/B           |
| Masi Torello Voghiera | Masi Torello e Voghiera (FE)         | Stadio Benito Villani (Masi Torello)  | 5º posto in Eccellenza/B           |
| Medicina Fossatone    | Medicina (BO)                        | Stadio Enghel Bambi                   | 4º posto in Eccellenza/B           |
| Pietracuta            | Pietracuta di San Leo (RN)           | Stadio Claudio Bindi                  | 1º posto in Promozione/F, promosso |
| Progresso             | Castel Maggiore (BO)                 | Stadio Clara Weisz                    | 18º posto in Serie D/D, retrocesso |
| Russi                 | Russi (RA)                           | Stadio Bruno Bucci                    | 3º posto in Eccellenza/C           |
| Sant'Agostino         | Sant'Agostino di Terre del Reno (FE) | Centro Sportivo Caselli               | 9º posto in Eccellenza/B           |
| Sanpaimola            | San Patrizio di Conselice (RA)       | Stadio Comunale Buscaroli (Conselice) | 10º posto in Eccellenza/C          |
| Savignanese           | Savignano sul Rubicone (FC)          | Stadio Giuseppe Capanni               | 4º posto in Eccellenza/C           |
| Tropical Coriano      | Coriano (RN)                         | Stadio Daniele Grandi                 | 7º posto in Eccellenza/C           |
| Valsanterno           | Borgo Tossignano (BO)                | Stadio Comunale                       | 11º posto in Eccellenza/C          |
| Victor San Marino     | Serravalle (RSM)                     | Stadio di Acquaviva (Acquaviva)       | 2º posto in Eccellenza/C           |

### Classifica finale
|  | Pos. | Squadra               | Pt | G  | V  | N  | P  | GF | GS | DR  |
|  | ---- | --------------------- | -- | -- | -- | -- | -- | -- | -- | --- |
|  | 1.   | Victor San Marino     | 85 | 38 | 27 | 4  | 7  | 57 | 24 | +33 |
|  | 2.   | Progresso             | 76 | 38 | 22 | 10 | 6  | 58 | 23 | +35 |
|  | 3.   | Russi                 | 71 | 38 | 20 | 11 | 7  | 66 | 34 | +32 |
|  | 4.   | Sanpaimola            | 68 | 38 | 20 | 8  | 10 | 62 | 45 | +17 |
|  | 5.   | Medicina Fossatone    | 65 | 38 | 19 | 8  | 11 | 52 | 38 | +14 |
|  | 6.   | Savignanese           | 64 | 38 | 17 | 13 | 8  | 50 | 27 | +23 |
|  | 7.   | Granamica             | 62 | 38 | 17 | 11 | 10 | 55 | 39 | +16 |
|  | 8.   | Diegaro               | 57 | 38 | 16 | 9  | 13 | 47 | 50 | -3  |
|  | 9.   | Bentivoglio           | 56 | 38 | 15 | 11 | 12 | 55 | 51 | +4  |
|  | 10.  | Futball Cava Ronco    | 56 | 38 | 14 | 14 | 10 | 48 | 51 | -3  |
|  | 11.  | Castenaso             | 55 | 38 | 15 | 10 | 13 | 57 | 53 | +4  |
|  | 12.  | Tropical Coriano      | 53 | 38 | 12 | 17 | 9  | 42 | 37 | +5  |
|  | 13.  | Pietracuta            | 49 | 38 | 13 | 10 | 15 | 46 | 46 | 0   |
|  | 14.  | Masi Torello Voghiera | 46 | 38 | 11 | 13 | 14 | 56 | 61 | -5  |
|  | 15.  | Sant'Agostino         | 45 | 38 | 10 | 15 | 13 | 47 | 49 | -2  |
|  | 16.  | Classe                | 37 | 38 | 10 | 7  | 21 | 45 | 67 | -22 |
|  | 17.  | Valsanterno           | 33 | 38 | 8  | 9  | 21 | 29 | 53 | -24 |
|  | 18.  | Cattolica (-2)        | 26 | 38 | 7  | 7  | 24 | 46 | 72 | -26 |
|  | 19.  | Comacchiese           | 19 | 38 | 4  | 7  | 27 | 31 | 69 | -38 |
|  | 20.  | Del Duca Grama        | 16 | 38 | 4  | 4  | 30 | 24 | 84 | -60 |

Legenda:
       Promosso in Serie D 2023-2024.
       ammesso agli spareggi nazionali.
 ammesso ai play-out.
       Retrocesso in Promozione 2023-2024.
Note:
Il Cattolica ha scontato 2 punti di penalizzazione.
Regolamento:
Tre punti a vittoria, uno a pareggio, zero a sconfitta.
In caso di arrivo di due o più squadre a pari punti, la graduatoria verrà stilata secondo la classifica avulsa tra le squadre interessate che prevede, in ordine, i seguenti criteri:
- Punti negli scontri diretti.
- Differenza reti negli scontri diretti.
- Differenza reti generale.
- Reti realizzate in generale.
- Sorteggio.

### Risultati

#### Tabellone
|                       | Ben  | DDG  | Cas  | Cat  | Cla  | Com  | Die  | FCR  | Gra  | MTo  | Med  | Pie  | Pro  | Rus  | SAg  | San  | Sav  | TCo  | Val  | VSM  |
| --------------------- | ---- | ---- | ---- | ---- | ---- | ---- | ---- | ---- | ---- | ---- | ---- | ---- | ---- | ---- | ---- | ---- | ---- | ---- | ---- | ---- |
| Bentivoglio           | –––– | 3-0  | 3-2  | 3-3  | 1-0  | 2-2  | 1-0  | 1-1  | 1-0  | 1-1  | 0-1  | 3-2  | 0-1  | 0-2  | 0-0  | 1-2  | 2-1  | 0-1  | 1-2  | 0-3  |
| C. Del Duca Grama     | 2-6  | –––– | 1-3  | 1-0  | 0-2  | 3-1  | 0-3  | 1-2  | 0-3  | 2-4  | 0-1  | 0-1  | 1-1  | 1-5  | 1-1  | 1-4  | 0-3  | 0-3  | 1-0  | 0-1  |
| Castenaso             | 1-1  | 2-1  | –––– | 1-0  | 5-1  | 2-3  | 2-1  | 1-0  | 1-1  | 2-1  | 1-0  | 1-1  | 0-3  | 3-3  | 0-1  | 3-1  | 1-3  | 0-0  | 1-1  | 2-3  |
| Cattolica             | 2-3  | 2-0  | 1-2  | –––– | 1-3  | 2-1  | 1-2  | 3-1  | 0-2  | 5-6  | 2-2  | 3-1  | 1-4  | 2-3  | 4-3  | 1-2  | 1-1  | 1-1  | 1-3  | 0-1  |
| Classe                | 0-1  | 0-1  | 0-0  | 1-0  | –––– | 2-1  | 2-3  | 2-4  | 0-2  | 1-0  | 1-2  | 2-0  | 0-3  | 1-3  | 2-2  | 1-2  | 0-0  | 2-2  | 3-2  | 0-1  |
| Comacchiese           | 1-2  | 3-2  | 1-2  | 0-0  | 2-0  | –––– | 1-3  | 1-2  | 2-1  | 2-3  | 0-2  | 0-1  | 1-0  | 0-1  | 0-1  | 1-2  | 0-3  | 0-3  | 1-2  | 0-1  |
| Diegaro               | 2-3  | 1-0  | 0-2  | 3-0  | 3-2  | 1-1  | –––– | 1-1  | 0-0  | 2-1  | 0-3  | 0-3  | 2-1  | 0-2  | 0-2  | 0-2  | 1-2  | 2-1  | 0-1  | 0-0  |
| Futball Cava Ronco    | 3-3  | 2-1  | 1-0  | 1-0  | 1-1  | 0-0  | 2-2  | –––– | 3-2  | 5-2  | 0-3  | 0-0  | 0-2  | 0-3  | 0-4  | 1-1  | 0-2  | 2-2  | 2-0  | 3-1  |
| Granamica             | 4-0  | 4-1  | 1-1  | 3-1  | 2-1  | 2-2  | 1-1  | 1-0  | –––– | 0-1  | 1-0  | 0-0  | 0-2  | 3-1  | 1-0  | 1-0  | 1-2  | 3-1  | 2-1  | 1-0  |
| Masi Torello Voghiera | 2-0  | 3-0  | 1-5  | 1-1  | 4-0  | 1-0  | 2-3  | 4-0  | 1-1  | –––– | 2-2  | 1-4  | 0-3  | 2-2  | 1-1  | 3-2  | 1-1  | 0-1  | 1-0  | 0-0  |
| Medicina Fossatone    | 2-2  | 1-0  | 3-1  | 3-1  | 1-0  | 2-1  | 1-2  | 0-0  | 2-2  | 2-1  | –––– | 2-1  | 3-0  | 0-2  | 1-0  | 0-1  | 1-1  | 0-2  | 2-2  | 2-4  |
| Pietracuta            | 0-1  | 2-0  | 1-2  | 1-0  | 2-0  | 3-1  | 1-2  | 2-4  | 3-2  | 1-1  | 0-3  | –––– | 1-3  | 1-1  | 3-1  | 0-0  | 0-0  | 0-0  | 2-1  | 1-2  |
| Progresso             | 1-1  | 2-0  | 2-2  | 1-0  | 4-2  | 4-0  | 2-2  | 0-1  | 0-1  | 2-0  | 0-1  | 1-0  | –––– | 1-0  | 1-0  | 2-1  | 1-0  | 1-0  | 4-0  | 1-1  |
| Russi                 | 0-0  | 3-0  | 3-2  | 2-0  | 2-0  | 3-0  | 4-1  | 1-1  | 2-0  | 2-2  | 1-2  | 0-0  | 0-1  | –––– | 4-1  | 2-2  | 0-2  | 1-0  | 2-0  | 1-0  |
| S. Agostino           | 2-0  | 1-1  | 1-1  | 1-2  | 2-2  | 2-1  | 1-1  | 1-0  | 2-2  | 0-0  | 0-0  | 2-4  | 0-0  | 1-2  | –––– | 2-1  | 2-0  | 0-0  | 2-0  | 1-3  |
| Sanpaimola            | 2-0  | 2-1  | 3-1  | 1-3  | 0-3  | 2-0  | 0-1  | 2-2  | 2-0  | 3-0  | 3-0  | 2-2  | 2-2  | 0-0  | 3-2  | –––– | 4-3  | 2-0  | 2-0  | 1-0  |
| Savignanese           | 1-1  | 4-1  | 3-0  | 1-0  | 2-2  | 3-1  | 0-1  | 0-0  | 0-0  | 1-0  | 0-1  | 2-0  | 0-0  | 1-1  | 1-0  | 1-0  | –––– | 3-0  | 0-0  | 1-0  |
| Tropical Coriano      | 0-2  | 2-0  | 1-0  | 3-0  | 0-2  | 0-0  | 0-0  | 0-0  | 4-4  | 2-2  | 2-1  | 2-1  | 0-0  | 1-1  | 3-3  | 0-0  | 1-1  | –––– | 1-1  | 1-0  |
| Valsanterno           | 0-6  | 0-0  | 1-2  | 1-1  | 3-4  | 0-0  | 0-1  | 0-1  | 0-1  | 0-0  | 1-0  | 0-1  | 0-0  | 2-1  | 2-0  | 0-1  | 2-1  | 1-2  | –––– | 0-1  |
| Victor San Marino     | 2-0  | 3-0  | 1-0  | 3-1  | 3-0  | 2-1  | 2-0  | 1-2  | 1-0  | 2-1  | 1-0  | 1-0  | 1-0  | 1-0  | 2-2  | 5-2  | 1-0  | 1-0  | 2-0  | –––– |